# R-110 (misil)
R-110 fue un proyecto de misil soviético comenzado a desarrollar a finales de los años 1940 y cancelado en 1957. Se trataba de una versión mejorada del misil Taifun alemán.
Llegó a la etapa de producción, pero fue cancelado poco después debido a que no era lo suficientemente preciso ni económico.
El desarrollo comenzó en 1948 a cargo del SKB 6 del instituto NII-88, bajo la supervisión de Pavel Ivanovich Kostin. Los esquemas estuvieron listos el 3 de septiembre de ese mismo año. Los primeros lanzamientos de prueba (26 en total) tuvieron lugar en Kapustin Yar, entre junio y julio de 1950. Los lanzamientos fueron considerados un éxito, pero se concluyó que se necesitaban mejoras en los materiales y en el control de calidad. En 1952 se introdujeron propelentes hipergólicos y una nueva cámara de combustión. En una nueva serie de pruebas se hicieron sesenta lanzamientos entre agosto y septiembre de 1953, encontrándose que el alcance del misil no era consistente. En marzo de 1954 se hicieron pruebas estáticas, y posteriormente continuaron los lanzamientos de prueba, entre mayo y octubre de ese mismo año, demostrándose por fin un alcance y fiabilidad aceptables. En 1955 se eligió la fábrica que construiría los R-110, pero pruebas posteriores (149 lanzamientos entre marzo y abril) mostraron nuevamente inconsistencias en el alcance del misil, por lo que se decidió, mediante un decreto del 17 de enero de 1956, que la producción se mantendría al mínimo posible (240 misiles en lugar de 600). Las últimas pruebas (60 lanzamientos) tampoco pudieron demostrar un alcance consistente del misil, con lo que en 1957 el proyecto se dio por cancelado.

## Especificaciones
- Diámetro: 0,12 m
- Longitud total: 2,58 m
- Envergadura: 0,24 m
- Ojiva: 2 kg
- Alcance máximo: 23 km